# ローワン・ブランチャード
ローワン・ブランチャード（Rowan Blanchard、2001年10月14日 - ）は、アメリカ合衆国の女優。ディズニー・チャンネル放送コメディドラマ『ガール・ミーツ・ワールド』のライリー・マシューズ役で知られる。

## 来歴

### 生い立ち
アメリカ合衆国カリフォルニア州ロサンゼルス出身。ヨガのインストラクターをしている父マーク・ブランチャード、母エリザベス・ブランチャードの長女として生まれた。母方の祖父は（レバノン、モロッコ、アルメニア、シリア）の血を引く中東移民である。また、父方の祖母の先祖は（スウェーデン、デンマーク、イングランド）の血を引く北ヨーロッパ出身である。母方の曾祖父からはドイツの血を、母方の曾祖母からはポルトガルの血を引いている。妹のカルメン(Carmen)と弟のシェイン(Shane)がいる。

### キャリア
5歳の時に演技を始めた。2010年、ジェニファー・ロペス主演のロマンティック・コメディ映画『カレには言えない私のケイカク』のミカエラ・ワトキンス演じるモナの娘役でデビューする。2011年、スパイアクション映画『スパイキッズ』シリーズの第4作である『スパイキッズ4D:ワールドタイム・ミッション』 に出演、スパイキッズのレベッカ・ウィルソン役を演じている。
アメリカABCで1993年から2000年まで放送された『ボーイ・ミーツ・ワールド』の派生ドラマである『ガール・ミーツ・ワールド』で主人公ライリー・マシューズ役に2013年1月にキャスティングされたことが発表される。オーディションは約12回に及んだという。米国で2014年6月27日放送開始され、日本では2015年1月からディズニー・チャンネルで放送。第3シーズンが放送中。。同番組の主題歌「Take On The World」は親友役のマヤ・ハートを演じるサブリナ・カーペンターとデュエットで歌っている。2015年秋、『いつだってベストフレンド』に同役で出演。2013年公開のアニメーション映画『アナと雪の女王』からの曲名「雪だるまつくろう」(原題: 「Do You Want to Build a Snowman?」)をディズニー・チャンネルのドラマ出演者たちによるカバー曲として発表されている。
2015年1月、科学プロジェクトで姿が見えなくなる姉との騒動を描いたコメディで、ディズニー・チャンネル・オリジナル・ムービーの『インビジブル・シスター』に出演し、主演のクレオを演じることが発表された。撮影は同年春に行われ、アメリカでは2015年10月9日に放送され、日本では2016年1月30日にディズニー・チャンネルで放送された。

## 人物

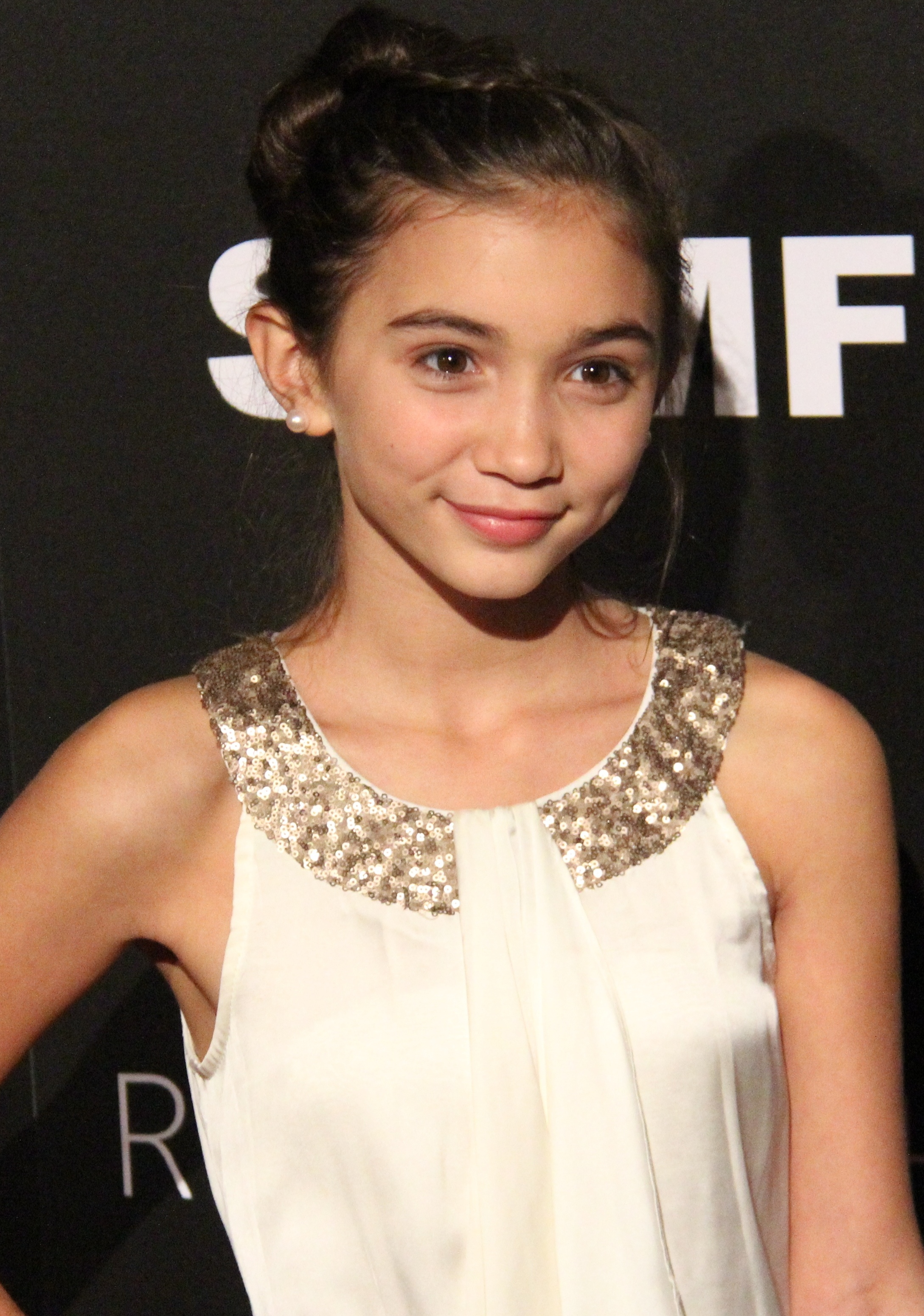
Dignity Gala
2013年10月18日

国連組織UNウィメンの会議に参加して性別の平等についてスピーチを行っている。ホワイト・フェミニズムについてエッセイで表明。その後、米誌『タイム』が発表した2015年の「最も影響力のあるティーン」に選ばれている。
2016年に入ってから「私はこれまでの人生で、男の子を好きになった経験しかないけれど」「自分のことをストレートであれ、ゲイであれ、そんなような言葉で定義したくない。（中略）ただ存在しているってだけよ」と表明している。そしてクィアと自認している。

### 慈善活動
2014年12月、カリフォルニア州オレンジ郡小児病院に入院している子供たちを訪問。
2015年4月、テネシー州アーランガーの小児病院を訪問、KIDZエキスポに参加した。

### 私生活
『ガール・ミーツ・ワールド』の共演者とプライベートでも親しく、親友を演じているサブリナ・カーペンターとはお互いに親友であるとコメントしている。

## 主な出演作品

### 映画
| 年   | 邦題 原題                                                                     | 役名                                | 備考                                         |
| ---- | ----------------------------------------------------------------------------- | ----------------------------------- | -------------------------------------------- |
| 2010 | カレには言えない私のケイカク The Back-up Plan                                 | モナの娘 Mona's daughter            |                                              |
| 2011 | Little in Common                                                              | ラクエル・パチェコ Raquel Pacheco   | テレビ映画                                   |
| 2011 | スパイキッズ4D:ワールドタイム・ミッション Spy Kids: All the Time in the World | レベッカ・ウィルソン Rebecca Wilson |                                              |
| 2015 | インビジブル・シスター Invisible Sister                                       | クレオ Cleo                         | ディズニー・チャンネル・オリジナル・ムービー |
| 2018 | リンクル・イン・タイム A Wrinkle In Time                                      | ヴェロニカ Veronica                 | [ 28 ]                                       |
| 2019 | A World Away                                                                  | ジェシカ Jessica                    |                                              |
| 2022 | クラッシュ 真実の愛 Crush                                                     | ペイジ Paige                        | Huluで配信（日本ではDisney+で配信）          |

### テレビ番組
| 年          | 邦題 原題                                      | 役名                                | 備考                                 |
| ----------- | ---------------------------------------------- | ----------------------------------- | ------------------------------------ |
| 2010        | Dance-A-Lot Robot                              | ケイトリン Caitlin                  | メインキャスト、ディズニージュニア   |
| 2014 – 2017 | ガール・ミーツ・ワールド Girl Meets World      | ライリー・マシューズ Riley Matthews | 主演、ディズニー・チャンネル放送番組 |
| 2015        | いつだってベストフレンド Best Friends Whenever | ライリー・マシューズ                | 第1シーズン第9話                     |
| 2017        | それいけ！ゴールドバーグ家 The Goldbergs       | Jackie                              | 準レギュラー                         |

## 受賞歴
| 年   | 賞                             | カテゴリ | ノミネート対象                            | 結果       | 参照   |
| ---- | ------------------------------ | --- | ----------------------------------------- | ---------- | ------ |
| 2012 | ヤング・アーティスト・アワード | 長編映画の最優秀演技 - 10歳未満の若手女優                                                                        | スパイキッズ4D:ワールドタイム・ミッション | ノミネート | [ 30 ] |
| 2014 | ティーン・チョイス・アワード   | チョイス夏のテレビ番組                                                                                           | ガール・ミーツ・ワールド                  | ノミネート | [ 31 ] |
| 2015 | ヤング・アーティスト・アワード | テレビシリーズの最優秀若手アンサンブル（サブリナ・カーペンター、ペイトン・マイヤー、オーガスト・メイツロと共同） | ガール・ミーツ・ワールド                  | ノミネート | [ 32 ] |
| 2015 | ティーン・チョイス・アワード   | チョイスコメディテレビ番組                                                                                       | ガール・ミーツ・ワールド                  | ノミネート | [ 33 ] |
| 2015 | エミー賞                       | 優れた子供向け番組                                                                                               | ガール・ミーツ・ワールド                  | ノミネート | [ 34 ] |
| 2016 | ティーン・チョイス・アワード   | チョイス夏のテレビ番組                                                                                           | ガール・ミーツ・ワールド                  | ノミネート | [ 35 ] |
| 2016 | ティーン・チョイス・アワード   | チョイス夏のテレビ女優                                                                                           | ローワン・ブランチャード                  | ノミネート | [ 35 ] |
| 2016 | エミー賞                       | 優れた子供向け番組                                                                                               | ガール・ミーツ・ワールド                  | ノミネート | [ 34 ] |